# Салими, Ариан
Ариан Салими (перс. آرین سلیمی‎; род. 16 декабря 2003, Керманшах) — иранский тхэквондист, член сборной Ирана. Олимпийский чемпион 2024 года, чемпион Азии, призёр чемпионата мира 2023 года, серебряный призёр летних Азиатских игр. Участник летних Олимпийских игр 2024 года в Париже.

## Карьера
Ариан Салими родился 16 декабря 2003 года в Керманшахе, в Иране.
В 2023 году на чемпионате мира в Баку, в категории до 87 кг, завоевал бронзовую медаль. В схватке место в финале уступил корейскому спортсмену Канг Санг Хьюн. В этом же году на Азиатских играх в Китае завоевал серебряную медаль.
В 2024 году на чемпионате Азии во Вьетнаме стал победителем в весовой категории свыше 87 кг. В финале одержал победу над соперником из Южной Кореи.
На летних Олимпийских играх в 2024 году в Париже, в категории свыше 80 кг одержал победу во всех своих поединках и стал олимпийским чемпионом.